# 스티키 노트 (소프트웨어)

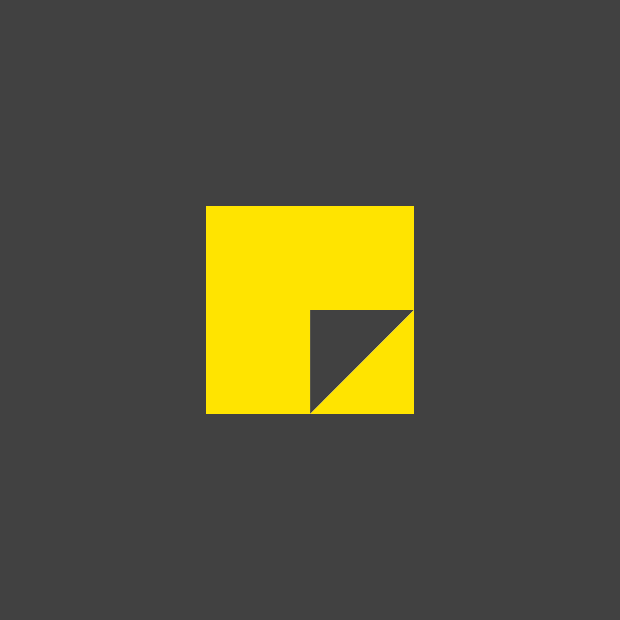

스티키 노트(Sticky Notes)는 Windows 7, Windows 8, Windows 10에 포함된 데스크톱 노트 애플리케이션이다. 윈도우 비스타의 경우 윈도우 사이드바의 가젯으로 존재하였으며 2002년 윈도우 XP 태블릿 에디션에서 기원하였다.